# Uroobovella mrciaki
Uroobovella mrciaki es una especie de arácnido del orden Mesostigmata de la familia Urodinychidae.

## Distribución geográfica
Se encuentra en Bratislava y Kramare (Eslovaquia).